# Milutin Milanković

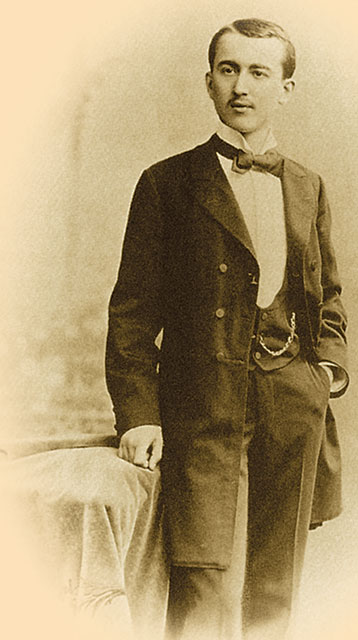
Milutin Milanković als Student

Milutin Milanković (kyrill. Милутин Миланковић, im deutschen Sprachraum auch Milankovic oder Milankowitsch, im englischen Sprachraum Milankovich oder Milankovitch geschrieben; * 28. Mai 1879 in Dalj, damals Österreich-Ungarn; † 12. Dezember 1958 in Belgrad) war ein jugoslawischer Bauingenieur, Mathematiker und Geowissenschaftler.
Milanković erlangte 1920 durch die Berechnung der Milanković-Zyklen große Bekanntheit in der Quartärforschung und der Paläoklimatologie. Er begründete ebenso den neuen Kalender der Orthodoxen Kirche.

## Leben

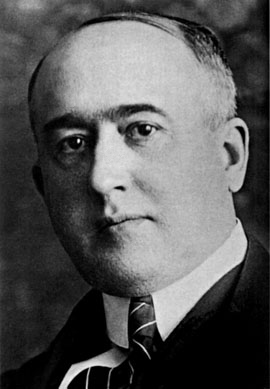
Milutin Milanković (1920er Jahre)

Milanković studierte Tiefbau bis 1902 an der Technischen Hochschule in Wien. Im Jahr 1904 promovierte er in den technischen Wissenschaften (Theorie der Druckkurven). Später arbeitete Milanković in der Betonbau-Firma von Adolph Freiherr von Pittel, der heutigen Firma Pittel+Brausewetter, in Wien, welche Staudämme, Brücken, Viadukte, Aquädukte und andere Betonbauten in ganz Österreich-Ungarn errichtete. Während dieser Zeit publizierte er mit seiner Theorie der Druckkurven eine mathematisch konsistente Gewölbetheorie und bestimmte den Bruchwinkel und die Minimaldicke eines Halbkreisgewölbes – diese Werte konnte John Ochsendorf 2002 verifizieren. Im Jahr 1909 wurde ihm der Lehrstuhl für angewandte Mathematik an der Universität Belgrad angeboten. Dieses Jahr kennzeichnet auch einen Wendepunkt in seinem Leben. Obwohl er sich weiter mit ingenieur-technischen Betonbauproblemen auseinandersetzte, wandte er sich verstärkt der astronomisch-mathematischen Grundlagenforschung zu.
Zu Beginn des Ersten Weltkriegs im Jahr 1914 wurde Milanković aufgrund seiner serbischen Nationalität interniert – zuerst in Neusiedl am See, später in Budapest. Dort wurde ihm erlaubt, in der Bibliothek der ungarischen Akademie der Wissenschaften zu arbeiten, wo das erste Manuskript über den Einfluss astronomischer Zyklen auf das Klima der Erde entstand. Die Mathematische Theorie der thermischen Phänomene verursacht durch Solarstrahlung veröffentlichte er erstmals in französischer Sprache im Jahr 1920.

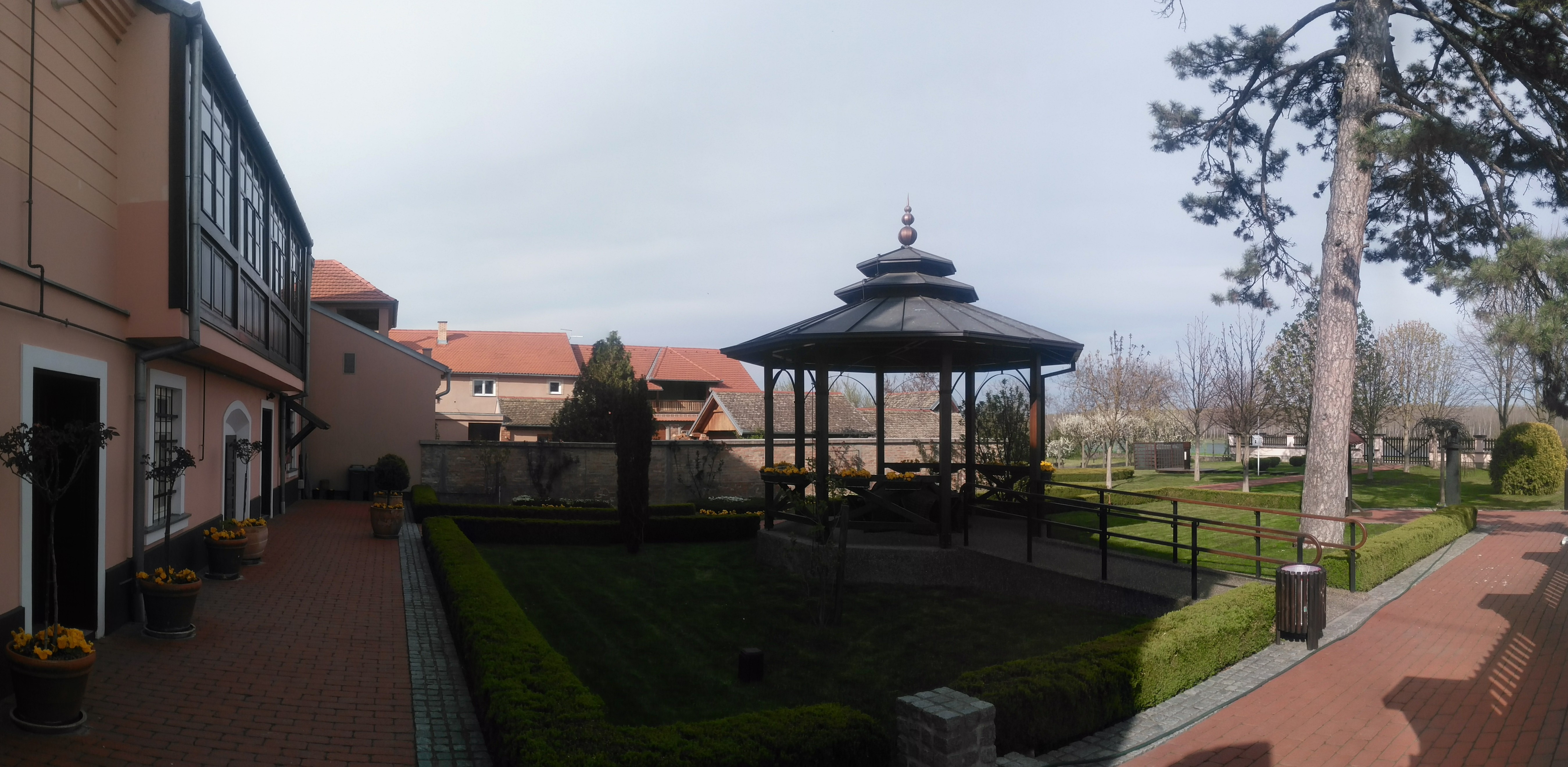
Milutin Milanković Center in Dalj

Durch die Aufnahme von Milankovićs Solarstrahlungskurve in das Werk Die Klimate der geologischen Vorzeit (1924) der international renommierten Meteorologen Wladimir Köppen und Alfred Wegener wurde Milankovićs Theorie weltweit bekannt. Nach dieser ersten Anerkennung wurde er eingeladen, an zwei grundlegenden Lehrbüchern mitzuwirken – dem Handbuch der Klimatologie (1930), und dem Handbuch der Geophysik (1933). Die Einführung Mathematische Klimalehre und astronomische Theorie der Klimaschwankungen (1930) wurde 1939 ins Russische übersetzt. Die Zusammenfassung seiner Forschungen veröffentlichte Milanković 1941 in deutscher Sprache unter dem Titel Kanon der Erdbestrahlung und seine Anwendung auf das Eiszeitenproblem. Das Werk wurde 1969 und nochmals 1998 ins Englische übersetzt.
Im Jahr 1955 wurde er zum Mitglied der Leopoldina gewählt.
Er lebte in der Professorenkolonie von Belgrad.
In seinem Geburtshaus in Dalj wurde ein Museum eingerichtet.

## Milanković-Strahlungskurven

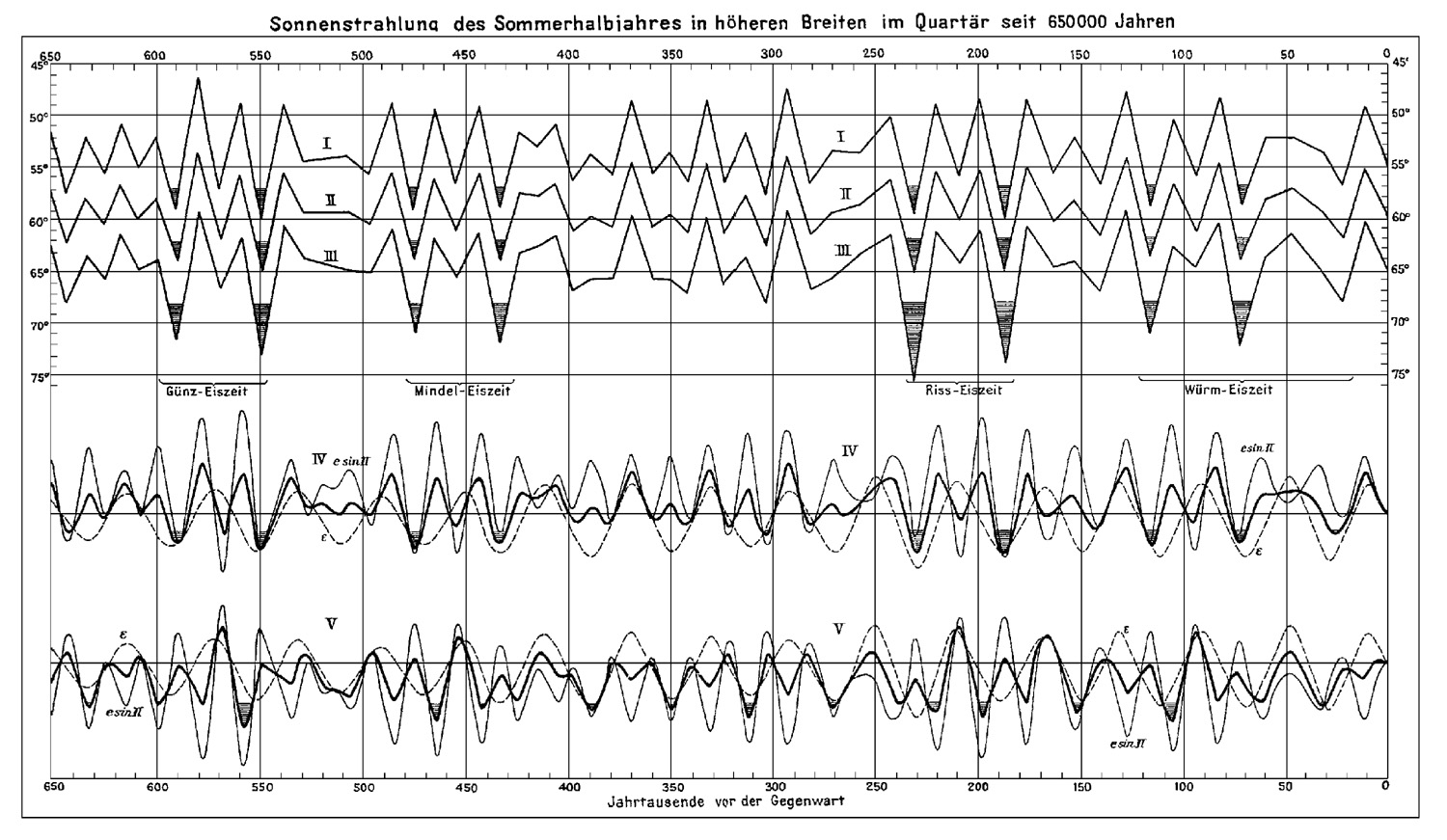
Rekonstruktion der Sonnenstrahlung des Sommerhalbjahres in höheren Breiten im Quartär seit 650.000 Jahren, aus Köppen & Wegener (1924)

Milanković versuchte mit seiner Theorie eine Verbindung zwischen dem Strahlungshaushalt der Erde und den in der Vergangenheit aufgetretenen Eiszeiten herzustellen. Der Strahlungshaushalt wird unter anderem durch geringfügige Änderungen der Präzession der Rotationsachse, der Neigung der Erdachse (Schiefe der Ekliptik) und der Exzentrizität der Erdbahn beeinflusst. Der mögliche Einfluss dieser drei orbitalen Zyklen und ihr periodisches Auftreten werden noch heute als Milanković-Zyklen bezeichnet.
Milanković selbst entwickelte erstmals (nach vielen Messungen in den 1920 und 1930er Jahren) eine Formel, mit der für jeden Breitengrad diese Milanković-Strahlungskurven berechnet werden konnten. Die Schwankungen der jahreszeitlichen Sonneneinstrahlung sind für jeden Breitengrad unterschiedlich. Ebenso verhält es sich mit den Maxima und Minima der Strahlungskurven auf der Nord- und Südhalbkugel.
1924 versuchten erstmals Köppen und Wegener eine Parallelisierung der Strahlungskurven mit der von Penck aufgestellten Gliederung der Eiszeiten im süddeutschen Raum vorzunehmen und glaubten eine gute Übereinstimmung gefunden zu haben. Spätere Überprüfungen mit genauer berechneten Strahlungskurven konnten diese Korrelation jedoch nicht belegen.
Die von Milanković aufgestellte Theorie, dass Unterschiede im Strahlungshaushalt der Erde, die durch die oben genannten veränderlichen Bahnparameter hervorgerufen werden, als alleinige Begründung für die Eiszeiten herangezogen werden können, haben sich als nicht richtig erwiesen. Vermutet wird, dass durch die anfängliche, den veränderten Bahnparametern zugeschriebene Erwärmung Treibhausgase wie Kohlendioxid ausgegast werden, was für das weitere Aufheizen verantwortlich ist. Unbestritten ist zumindest, dass die Unterschiede im Strahlungshaushalt der Erde einen maßgebenden Einfluss auf das Klima der Vergangenheit hatten und es auch in Zukunft haben werden. In diesem Zusammenhang spielen seine Thesen auch eine Rolle in Bezug auf den Treibhauseffekt und die globale Erwärmung.
Der am 13. April 1936 entdeckte Asteroid (1605) Milankovitch wurde 1980 nach ihm benannt. Zudem tragen ein Mondkrater und ein Marskrater seinen Namen.

## Schriften

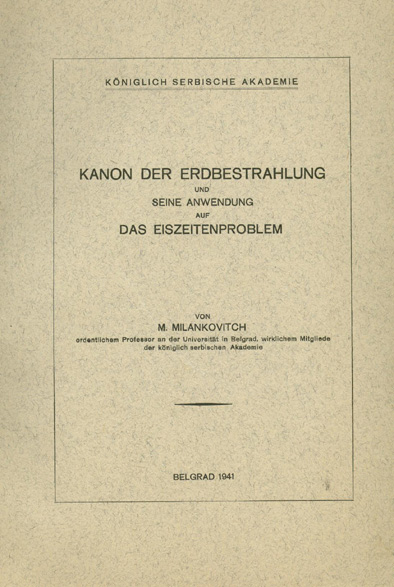
Titelseite des 1941 erschienenen zusammenfassenden Werkes von Milanković

- Theorie der Druckkurven. In: Zeitschrift für Mathematik und Physik, 55. Band, 1907, S. 1–25.
- Zur Statik der massiven Widerlager. In: Zeitschrift für Mathematik und Physik, 58. Band, 1910, S. 1–25.
- Théorie mathématique des phénomènes thermiques produits par la radiation solaire. XVI, Gauthier-Villars, Paris 1920.
- Reforma julijanskog kalendara. Srpska Kr. Akad. Pos. Izda’na 47: Sv. Sava, Beograd 1923.
- Mathematische Klimalehre und astronomische Theorie der Klimaschwankungen. In: W. Köppen, R. Geiger (Hrsg.): Handbuch der Klimatologie. Band 1: Allgemeine Klimalehre. Borntraeger, Berlin 1930.
- Mathematische Klimalehre. In: B. Gutenberg (Hrsg.): Handbuch der Geophysik. Borntraeger, Berlin 1933.
- Durch ferne Welten und Zeiten, Briefe eines Weltallbummlers. Koehler & Amelang, Leipzig 1936.
- Kanon der Erdbestrahlung und seine Anwendung auf das Eiszeitenproblem. Académie royale serbe. Éditions speciales; 132 [vielm. 133]: XX, 633, Belgrad 1941.
- Canon of insolation and the ice-age problem. English translation by the Israel Program for Scientific Translations, published for the U.S. Department of Commerce and National Science Foundation, Washington D.C. 1969.
- Canon of Insolation and the Ice-Age Problem. N. Pantic (Hrsg.). Zavod Nastavna Sredstva, Beograd 1998.